# 莊寶書
莊寶書（1740年9月3日—1795年12月21日，乾隆五年七月十三日－乾隆六十年十一月十一日），字然一、又字然乙、梅生，號梅屐，江蘇省常州府武進縣（今屬常州市）人，清朝官員、書法家。

## 生平
監生出身，入方略館供事，議敘縣丞。乾隆五十六年（1791年），授山東東昌府聊城縣縣丞，五十九年（1794年）離任。後署理冠縣知縣。
工書法，起初學習歐陽詢、董其昌筆法，之後直窺晉代書法堂奧。居住北京入國子監讀書時依附從叔於大興縣衙署，每次完成書法作品，劉墉、梁同書讚揚不絕，名氣日顯。但因鄉試不順利，莊寶書曾嘆息說：「吾其終於書耶？」喜歡在酒酣時揮毫寫字，擅寫巨幅書法，寄寓人生抑鬱不平之氣，筆風崛強、變化多端。
擅長作詩，體裁取法大曆十才子，「淺而實深，薄而能厚」；因年輕時困於科舉功名，壯年任職下層官吏，詩風「清和閑雅」。著有《梅屐山房詩鈔》

## 家庭及關聯
莊寶書屬毗陵莊氏第十三世。下述資訊均出自《毗陵莊氏族譜》。

### 先祖
- 曾祖父：莊絳（1643年－1710年），監生、考授州同，詩人。
- 曾祖母：武進前街董氏，莊絳繼室，通政參議董復之女、廣西蒼梧道董應揚孫女。
- 祖父：莊橒（1682年－1755年），康熙五十九年舉人，官湖北黃梅縣、黃陂縣知縣。
- 祖母：徐州銅山張氏，雍正元年孝廉方正張彥琦之女。

### 父母
- 父：莊韡鄂（1710年－1771年），附貢生。
- 母：蔣氏，雲南江川縣知縣蔣斅淳之女。

### 兄弟
莊寶書排行第三，有二兄二弟、姊妹一。
- 莊寶瑑（1737年－1785年），官雲南元謀縣、會澤縣知縣。娶劉氏，副榜劉鼎之女；繼娶海寧沈氏，福建延平府知府沈維基之女。
- 莊寶符（1739年－1759年）。娶史氏，監生、陝西岐山縣典史史鴻淦之女。
- 莊寶賢（1743年－1766年）。
- 莊寶璐（1744年－1811年），庶母戚氏所生。娶黃氏，黃慶傳之女。
- 姊妹一，適荊溪任慶同。

### 妻室
- 正室：楊氏，乾隆二年進士、福建建寧縣知縣楊岳田之女。
- 無側室。

### 子女
有一子二女。
- 子：莊純禧（1772年－1834年），娶汪氏，丹徒汪魯之女、浙江鄞縣知縣汪廷樞孫女。
- 長女，適浙江海寧沈之滸。
- 次女，適董望松。